# Femern Amt
Femern Amt (også Femer Amt) var et amt i Hertugdømmet Slesvig (≈ Sønderjylland) før 1864.
Femern Amt bestod af selve landskabet Femern med flækken Petersdorf og købstaden Burg.

## Amtmænd
| Fra        | Til        | Amtmænd                  | Født-død     | Herkomst    | Stedfortrædere / noter |
| ---------- | ---------- | ------------------------ | ------------ | ----------- | --- |
| Cirka 1315 | Cirka 1315 | Hartwig Reventlow        |              | Holsten     | |
| Cirka 1321 | Cirka 1321 | Marquard Reventlow       |              | Holsten     | |
| Cirka 1361 | Cirka 1361 | Roleve Tynappell         |              |             | |
| Cirka 1416 | Cirka 1416 | Iver Bryske              |              | Danmark     | |
| Cirka 1444 | Cirka 1444 | Hinrich von Lipperode    |              |             | 1437-1491 var Femern pantsat til Lübeck Stift |
| Cirka 1449 | Cirka 1449 | Bertram von Rentelen     |              |             | 1437-1491 var Femern pantsat til Lübeck Stift |
| Cirka 1456 | Cirka 1456 | Breyde Rantzau           |              | Holsten     | 1437-1491 var Femern pantsat til Lübeck Stift |
| Cirka 1471 | Cirka 1471 | Henrik von Hockeden      |              |             | 1437-1491 var Femern pantsat til Lübeck Stift |
| Cirka 1482 | Cirka 1482 | Hinrik Klokkemann        |              |             | 1437-1491 var Femern pantsat til Lübeck Stift |
| Cirka 1493 | Cirka 1493 | Marquard von Ahlefeldt   |              | Holsten     | |
| Cirka 1495 | Cirka 1495 | Hinrik von Ahlefeldt     |              | Holsten     | |
| Cirka 1498 | Cirka 1498 | Hans Pogwisch            |              | Holsten     | |
| Cirka 1504 | Cirka 1504 | Heinrich von Brockdorff  |              | Holsten     | |
| Cirka 1514 | Cirka 1514 | Hans Rantzau             |              | Holsten     | |
| Cirka 1523 | Cirka 1523 | Wulf Sehestedt           |              | Holsten     | |
| Cirka 1526 | Cirka 1526 | Melchior Rantzau         | død 1539     | Holsten     | |
| 1535       | 1549       | Schack Rantzau           | død 1557     | Holsten     | |
| 1549       | 1557       | Sivert Rantzau           | ca.1506-1576 | Holsten     | |
| 1557       | 1562       | Breide Rantzau           | død 1562     | Holsten     | |
| Cirka 1565 | Cirka 1565 | Jürgen Sehestedt         |              | Holsten     | |
| Cirka 1578 | Cirka 1578 | Hans Rantzau             |              | Holsten     | |
| Cirka 1592 | Cirka 1592 | Dietrich Blome           |              | Holsten     | |
| 1614       | 1622       | Aegidius von der Lancken | 1580-1631    |             | Fra 1614 havde Femern ikke egen amtmand. Landfogeden varetog amtmandsforretningerne, mens amtmanden over Cismar Amt havde overinspektion over Femern. |
| Cirka 1627 | Cirka 1627 | Gottlieb von Hagen       |              |             | |
| Cirka 1629 | Cirka 1629 | Detlev von Rantzau       |              | Holsten     | |
| 1633       | 1635       | Christoph von Lützow     |              | Mecklenburg | |
| 1636       | 1641       | Georg von Buchwaldt      |              | Holsten     | |
| 1643       | 1648       | Detlev von Rantzau       |              | Holsten     | |
| 1649       | 1665       | Claus von Qualen         | 1602-1664    | Holsten     | |
| 1666       | 1671       | Hans Rantzau             |              | Holsten     | |
| 1672       | 1679       | Jasper von Buchwaldt     | 1650-1705    | Holsten     | |
| 1680       | 1683       | Hans Blome               | 1618-1689    | Holsten     | |
| 1683       | 1688       | Bernhard von Munden      |              |             | Femern besat af Danmark. Kongelige landinspektører varetog amtmandsforretningerne.                                                                    |
| 1688       | 1689       | Daniel Friedrich Pauly   |              |             | Femern besat af Danmark. Kongelige landinspektører varetog amtmandsforretningerne.                                                                    |
| 1689       | 1689       | Hans Blome               | 1618-1689    | Holsten     | |
| 1690       | 1699       | Joachim von Ahlefeldt    | 1650-1701    | Holsten     | |

Fra 1699 indtil 1713/1721, hvor Danmark besatte Hertugdømmet Slesvig, havde Femern ingen amtmand, men blev regeret fra Cismar Amt. Amtsforretningerne blev varetaget af landfogederne (se nedenfor).
| Fra        | Til        | Amtmænd                                  | Født-død      | Herkomst    | Stedfortrædere / noter                                                                    |
| ---------- | ---------- | ---------------------------------------- | ------------- | ----------- | ----------------------------------------------------------------------------------------- |
| 1713       | 1713       | Detlev von Ahlefeldt                     |               | Holsten     |                                                                                           |
| Cirka 1715 | Cirka 1715 | Johan Heinrich von Lohendal              | 1671-1747     | Holsten     |                                                                                           |
| 1717       | 1722       | Joachim Friedrich von der Lühe           |               | Mecklenburg |                                                                                           |
| 1722       | 1729       | Burchard Meinhard Friedrich Hartmann     |               |             |                                                                                           |
| 1730       | 1739       | Friedrich Wilhelm von Hertzberg          |               |             |                                                                                           |
| 1740       | 1742       | Joachim von Friccius                     |               |             |                                                                                           |
| 1742       | 1745       | Friedrich Bierman von Ehrenschild        | ca. 1690-1754 |             |                                                                                           |
| 1745       | 1778       | Ernst Ludwig von Hattenbach              |               |             |                                                                                           |
| 1779       | 1795       | Adam Christoph Struwe                    |               |             |                                                                                           |
| 1796       | 1809       | Johann Conrad Müller                     |               |             |                                                                                           |
| 1809       | 1824       | Christian Ernst Müller                   |               |             |                                                                                           |
| 1824       | 1830       | Frederik Vilhelm Casper Benzon           | 1791-1832     | Danmark     |                                                                                           |
| 1830       | 1841       | Friedrich Ferdinand von Levetzow         | 1802-1884     | Slesvig     |                                                                                           |
| 1842       | 1851       | Ludwig Friedrich Carl Wilhelm von Moltke |               |             | Bror til Helmuth Karl Bernhard von Moltke. Afsat på grund af forræderi under Treårskrigen |
| 1851       | 1864       | Broder Knudsen                           | 1811-1886     | Slesvig     | Afsat af besættelsesstyrkerne under den 2. Slesvigske Krig                                |
| 1864       | 1865       | Hans Christian Matthiesen                |               |             |                                                                                           |
| 1865       | 1865       | Ludwig von Reventlow                     |               | Holsten     |                                                                                           |
| 1866       | 1866       | Conrad Friedrich Emil Theodor Sarauw     | 1808-1873     |             |                                                                                           |

## Landfogeder
| Fra        | Til        | Landfoged                              | Født-død |
| ---------- | ---------- | -------------------------------------- | -------- |
| Cirka 1558 | Cirka 1558 | Hans Heldt                             |          |
| Cirka 1570 | Cirka 1570 | Görges Heldt                           |          |
| 1574       | 1591       | Jürgen Bulle                           |          |
| Cirka 1597 | Cirka 1597 | Joachim Wulffen                        |          |
| Cirka 1602 | Cirka 1602 | Mattewes Rawert                        |          |
| 1629       | 1644       | Jürgen Bunge                           |          |
| 1645       | 1673       | Jürgen Gössel                          |          |
| 1674       | 1683       | Heinrich Gössel                        |          |
| 1683       | 1689       | landinspektørerne von Mundten og Pauly |          |
| 1689       | 1690       | Heinrich Gössel                        |          |
| 1690       | 1692       | Conrad von Wassenberg                  |          |
| 1692       | 1706       | Peter Witte                            |          |
| Cirka 1707 | Cirka 1707 | Wilhelm Christian Pincier              |          |
| Cirka 1709 | Cirka 1709 | Samuel Friedrich Hagen                 |          |

Efter 1713 forsvandt landfogedembedet.